# Generación grandiosa
| Generaciones sociales de Occidente |
| --- |
| Generación perdida Generación grandiosa Generación silenciosa Baby boomer Generación X Xennials Generación Y Zillenial Generación Z Generación Alfa Generación Beta |

La generación grandiosa, también conocida como generación GI o generación de la Segunda Guerra Mundial, es la cohorte demográfica que sigue a la generación perdida y precede a la generación silenciosa. La generación se define generalmente como las personas nacidas entre 1901 y 1927. Fueron moldeados por la Gran Depresión y fueron los principales participantes en la Segunda Guerra Mundial.

## Terminología
El término «generación grandiosa» (The Greatest Generation, en inglés) se popularizó a partir del título de un libro de 1998 del periodista estadounidense Tom Brokaw. En él, Brokaw hizo un perfil de los miembros americanos de esta generación que alcanzaron la mayoría de edad durante la Gran Depresión y pasaron a luchar en la Segunda Guerra Mundial, así como de aquellos que contribuyeron al esfuerzo bélico en el frente interno. Brokaw escribió que estos hombres y mujeres lucharon no por la fama o el reconocimiento, sino porque era «lo correcto». A esta cohorte también se la conoce como la generación de la Segunda Guerra Mundial.
Los autores William Strauss y Neil Howe llamaron a esta generación la Generación GI en su libro Generations: The History of America's Future. Las iniciales GI se refieren a los soldados americanos en la Segunda Guerra Mundial.

## Definiciones de fecha y rango de edad
El Pew Research Center define a esta cohorte como aquellos nacidos entre 1901 y 1927. Strauss y Howe utilizan los años de nacimiento 1901-1924.

## Discusión general
Esta generación vivió gran parte de su juventud durante una rápida innovación tecnológica (radio, teléfono) en medio de crecientes niveles de desigualdad de ingresos a nivel mundial y una economía en alza. Después de que el mercado de valores se desplomara, esta generación experimentó una profunda agitación económica y social, y finalmente la Segunda Guerra Mundial.
Mientras Tom Brokaw y otros exaltan a esta generación por apoyar y luchar en la Segunda Guerra Mundial, el historiador y sociólogo estadounidense Harvey J. Kaye escribe que además de acabar con el aislacionismo, la mayoría de los estadounidenses de la generación grandiosa querían «frenar el poder del capital, crear crecimiento y desarrollo económico, acabar con la pobreza y permitir que la gente avance por sí misma».

## Características
El profesor e investigador de sociología Glen Holl Elder, Jr. escribió Children of the Great Depression (1974), «el primer estudio longitudinal de una cohorte de la Gran Depresión». Elder estudió a 167 individuos nacidos en California entre 1920 y 1921 y «rastreó el impacto de la Depresión y las experiencias de la guerra desde los primeros años hasta la mediana edad. La mayoría de estos hijos de la Gran Depresión se desempeñaron inusualmente bien en su edad adulta». Salieron de las penurias de la Gran Depresión «con la habilidad de saber cómo sobrevivir y arreglárselas y resolver problemas».